# Pelidnoptera leptiformis
Pelidnoptera leptiformis är en tvåvingeart som först beskrevs av Ignaz Rudolph Schiner 1862.  Pelidnoptera leptiformis ingår i släktet Pelidnoptera och familjen tusenfotingflugor. Arten har ej påträffats i Sverige. Inga underarter finns listade i Catalogue of Life.